# José Carlos de Moraes Vasconcelos
José Carlos de Moraes Vasconcelos, ou apenas José Carlos Vasconcelos, (Recife, 27 de março de 1939) é um economista e político brasileiro, outrora deputado federal por Pernambuco.

## Dados biográficos
Filho de Hildeberto de Morais Vasconcelos e Elza Mauricéia Vasconcelos. Em 1960 graduou-se técnico em contabilidade pela Escola Técnica de Comércio da Faculdade de Ciências Econômicas de Pernambuco. Formado em Economia pela Universidade Federal de Pernambuco em 1964, obteve a pós-graduação em Análise Econômica pelo Conselho Nacional de Economia em 1967.
Eleito vereador do Recife pelo MDB em 1976, conquistou um mandato de deputado federal em 1978. Após entrar no PMDB em 1980, foi reeleito em 1982 e como tal votou a favor da Emenda Dante de Oliveira em 1984 e em Tancredo Neves no Colégio Eleitoral em 1985. Reeleito em 1986, integrou a Assembleia Nacional Constituinte responsável pela Constituição de 1988. Com a posse de Fernando Collor na presidência da República, renovou o mandato via PRN em 1990 e dois anos depois votou contra o impeachment do mesmo.
Cunhado de Marcos Freire e tio de Luís Freire.